# Gare de Sakurashukugawa
La gare de Sakurashukugawa (さくら夙川駅, Sakurashukugawa-eki) est une gare ferroviaire localisée dans la ville de Nishinomiya, dans la préfecture de Hyōgo, au Japon. La gare est exploitée par la compagnie JR West, sur la ligne principale Tōkaidō (ligne JR Kobe). L’utilisation de la carte ICOCA est valable dans cette gare.

## Situation ferroviaire
La gare de Sakurashukugawa est située au point kilométrique (PK) 573,3 de la ligne principale Tōkaidō.

## Histoire
La gare est ouverte le 18 mars 2007.

## Disposition des quais
La gare de Sakurashukugawa est une gare disposant d'un quai et de deux voies.
| N° de voie | Ligne    | Direction                   |
| ---------- | -------- | --------------------------- |
| 1          | ▆JR Kôbe | Himeji/Sannomiya            |
| 2          | ▆JR Kôbe | Amagasaki/Ôsaka/Kitashinchi |

## Gares/Stations adjacentes
| JR West        |                               |                               |                               |                 |
| Direction Kôbe | Ligne Tōkaidō (Ligne JR Kôbe) | Ligne Tōkaidō (Ligne JR Kôbe) | Ligne Tōkaidō (Ligne JR Kôbe) | Direction Ôsaka |
| Pas de service |                               | Special Rapid Service 新快速  |                               | Pas de service  |
| Pas de service |                               | Rapid Service 快速            |                               | Pas de service  |
| Ashiya         |                               | Local 普通                    |                               | Nishinomiya     |